# 默耶魯什鄉

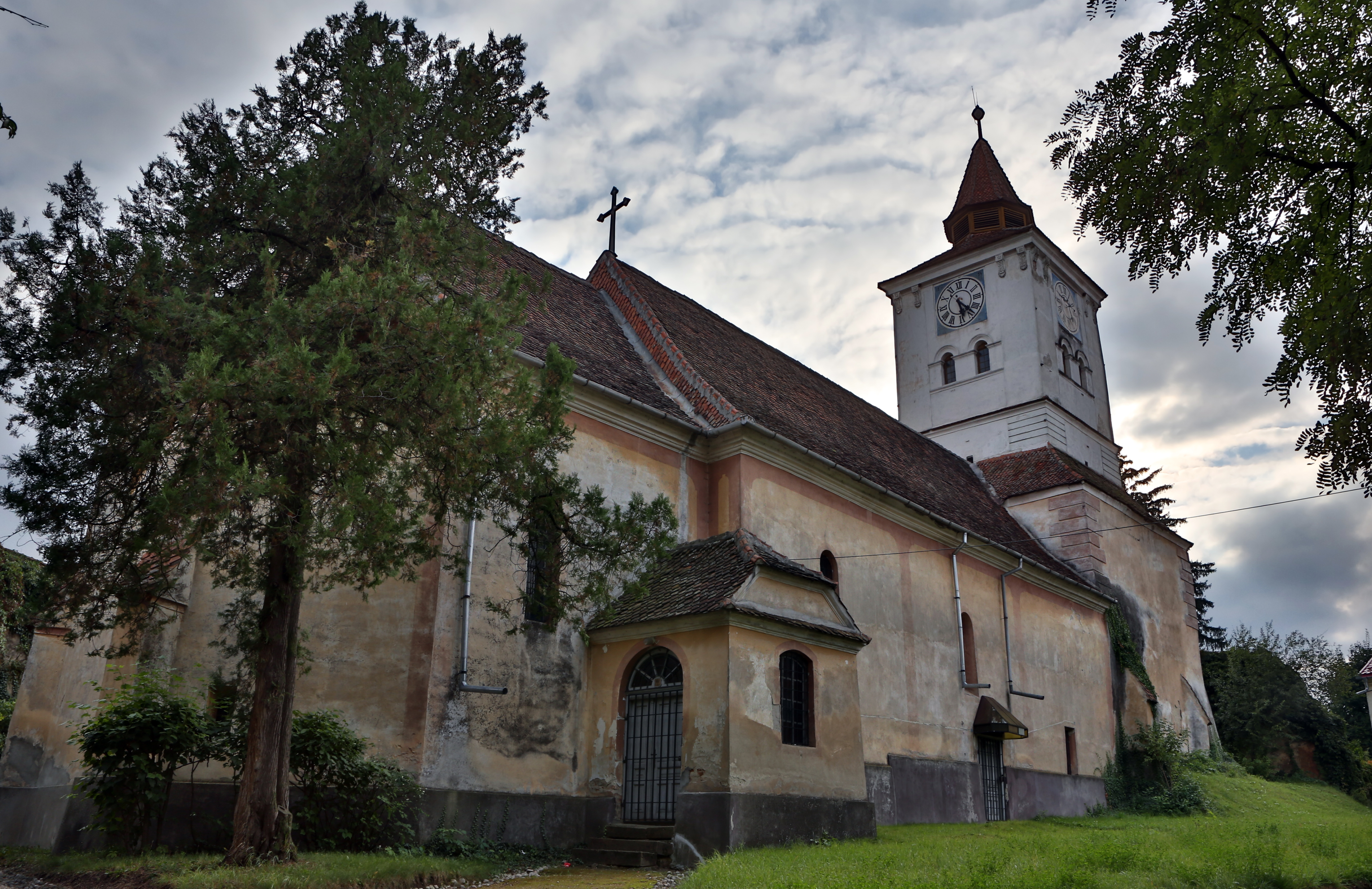

45°54′N 25°32′E / 45.900°N 25.533°E
默耶魯什鄉（羅馬尼亞語：Comuna Măieruș, Brașov），是羅馬尼亞的鄉份，位於該國中部，由布拉索夫縣負責管轄，面積56平方公里，海拔高度491米，2007年人口2,680，人口密度每平方公里48人。